# Новенна
Нове́нна, девяти́на — традиционная католическая молитвенная практика, заключающаяся в чтении определённых молитв в течение девяти дней подряд. Ежедневно в рамках новенны может читаться одна из частей Розария, молитвы Отче Наш и Радуйся, Мария; либо особые молитвы.

## Виды
Существуют три вида новенн:
- Новенны к празднику, читаются девять дней перед каким-либо праздником.
- Новенны Богородице и различным святым.
- Заупокойные новенны.

## История
Прототипом новенны Церковь считает 9 дней, которые согласно Евангелию от Луки апостолы провели в Иерусалиме, пребывая в молитве в ожидании Пятидесятницы. Возможно, что девятидневная молитва — это христианское переосмысление древнегреческого обычая 9-дневного траура после смерти.
Новенны к праздникам появились в раннем Средневековье в Испании и Франции. Первой новенной такого рода стала новенна к Рождеству, девятидневная молитва перед праздником Рождества должна была символизировать девять месяцев, которые Богородица носила в утробе Младенца. Впоследствии появились и другие праздничные новенны.
Широкую распространённость новенны приобрели в XVI—XVII веках.
В XX веке большую популярность приобрела новенна Божественному милосердию, читаемая в пасхальный период от Страстной пятницы до субботы Пасхальной недели, также называемой праздником Божественного милосердия. 
В последние годы в России и других странах также получила широкое распространение Новенна к Фатимской Божией Матери. Эту новенну можно читать дома в любое время года. В церкви рекомендуется совершать её при подготовке к празднику Фатимской Божией Матери в период с 5 по 13 мая, а также с 5 по 13 июля, перед праздником в честь Фатимской иконы Божией Матери. В течение этих дней верующим рекомендуется сосредоточиться на почитании Девы Фатимской, преумножать и укреплять нашу духовную связь с Нею – и не только во время молитвы, но постоянно.